# Par de arcos capazes

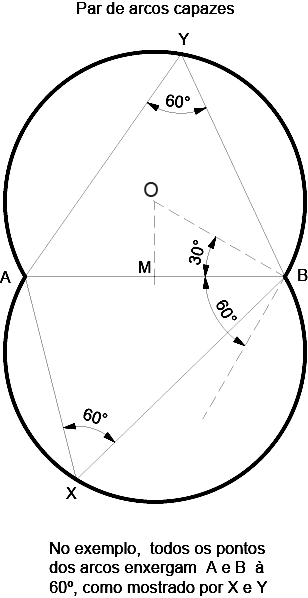
Figura 1. Par de arcos capazes de 60º.

É o lugar geométrico dos pontos que enxergam um segmento AB num determinado ângulo. Os pontos A e B não compartilham das propriedades do lugar geométrico.
Por exemplo, a circunferência tem como uma de suas características ser um par de arcos capazes dos pontos que enxergam o seu diâmetro AB à 90º, excetuando-se os pontos A e B do próprio diâmetro.

## Processo de construção

### Arcos menores do que 90º
Construção do par de arcos capazes de 60º, de acordo com a figura 1:
1. Desenhe um ângulo de 60º, tal que B seja o vértice e AB um dos segmentos que o forma.
2. No lado oposto, trace o ângulo complementar (no caso, o de 30º)
3. A interseção da mediatriz de AB com o lado do ângulo de 30º determina o ponto O, que é o centro do arco capaz de 60°
4. O par de arcos capazes pode ser obtido por simetria em relação ao segmento AB.

### Arcos maiores do que 90º
O arco de circunferência desprezado na construção do arco capaz de 60º, o qual completaria a circunferência, é o arco capaz do ângulo de 120º, ou seja, o que falta para 180º.

## Capazoide

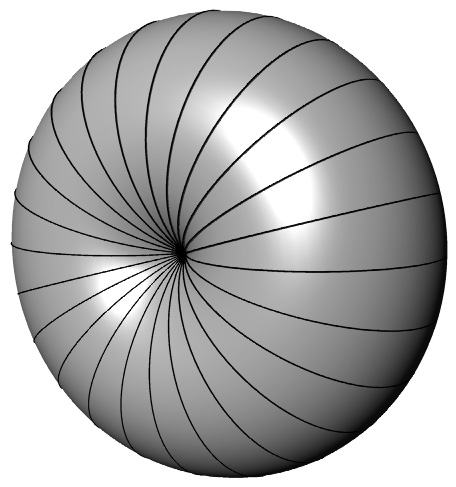
Na superfície capazoide todos os pontos da superfície enxergam o eixo de revolução num mesmo ângulo, a figura ilustra o capazoide de 30º.

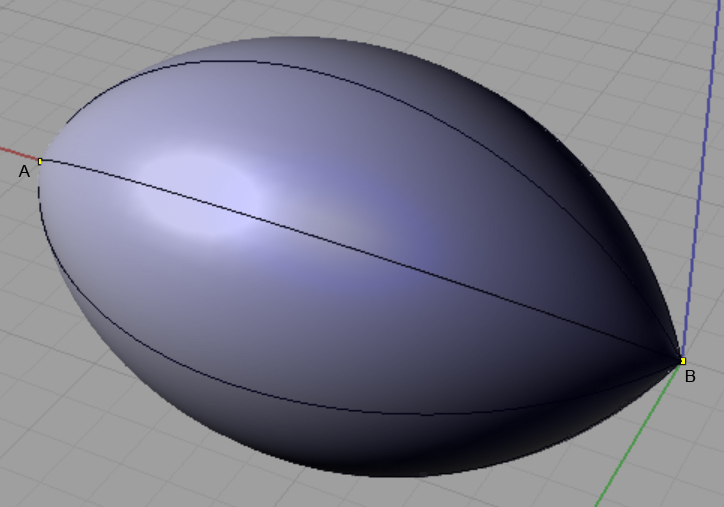
Superfície capazoide de 120º.

A superfície capazoide é o lugar geométrico tridimensional dos pontos que enxergam um segmento de reta AB num mesmo ângulo. Ela é fruto da revolução (AB) do par de arcos capazes. Como na definição da Geometria plana, os pontos extremos do eixo de revolução não compartilham das propriedades do lugar geométrico.